# Emigració catalana del segle XVIII a Isla Cristina

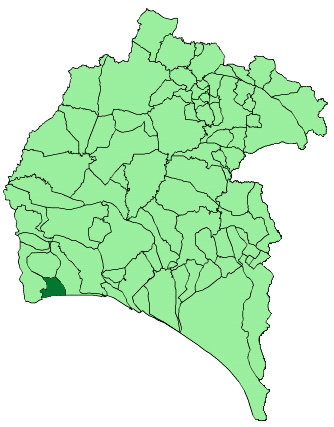
Situació d'Isla Cristina a la província de Huelva

L'emigració catalana del segle xviii a Isla Cristina va consistir en la formació d'una colònia de pescadors catalanoparlants a Isla Cristina, a Andalusia. Si bé el català va deixar de ser usat com a llengua vehicular després d'unes poques generacions, actualment la parla dels descendents d'aquests emigrants reflecteixen certs trets adquirits del català.
Durant els processos migratoris, la població transporta igualment els seus costums i el seu idioma. Un dels casos més extrems és l'origen de l'idioma Afrikaans, origen de l'emigració holandesa fonamentalment a un territori que van colonitzar i la major part de la qual formaria el que actualment es coneix per Sud-àfrica. Altres vegades, l'emigració només manté la seva llengua nativa durant unes poques generacions, no obstant això, algunes paraules dels primers pobladors romanen com a localismes, és un cas molt menys notable que el primer, amb exemples com l'ús de paraules catalanes a Isla Cristina a causa dels seus orígens poblacionals del segle xviii.

## Emigració catalana delseglexviii
A causa d'una sèrie d'anys consecutius de baixa productivitat de la terra i del mar al nord-est de la península Ibèrica, l'emigració a Amèrica es va fer més abundant, no obstant això, no tots els catalans podien permetre's aquest viatge per fer fortuna. Molts mariners van optar per buscar caladors pesquers al sud d'Espanya. Alguns van acabar per instal·lar-se al llevant d'Andalusia, mentre uns altres van arribar a l'Algarve (Montegordo) i fins i tot van fundar nous assentaments al golf de Cadis. A la desembocadura del riu Guadiana va prosperar una colònia pesquera catalana d'entre les quals van ser fundades, actual ciutat d'Isla Cristina. Com a zona fronterera en l'ús diari s'empren algunes paraules portugueses en l'espanyol amb variant andalusa que aquí es parla, no obstant això, encara es conserven vestigis dels orígens catalans de la seva població.

## Castellanització de cognoms
Els habitants inicials de l'illa, d'origen català i principalment de parròquies situades a Mataró i Sitges, a mesura que va transcórrer la primera generació va ser necessària la interacció amb les institucions públiques com va ser el registre civil i religiós dels seus descendents. Aquest registre presentava molts errors fonològics a causa de la no correspondència en castellà d'alguns cognoms catalans. S'observa en els registres padronals de l'època com un mateix cognom d'una família va alterant-se en les successives generacions, mantenint-se i tornant a la seva forma antiga i altres vegades canviant de forma irreversible. Un cas encara avui molt clarificador és el del Pare Mirabent, cronista de la ciutat gràcies a qui ha arribat als nostres dies gran part de la informació conservada de la regió durant el segle xviii i part del XIX. De vegades es troba el seu cognom escrit amb 'v' i unes altres amb 'b'. La confusió que existeix entre ambdues formes, Mirabent i Miravent, a causa de la diferent grafia i la mateixa pronunciació, produïa que en els escrits oficials andalusos (arxidiòcesi de Sevilla, parròquia dels 12 Apòstols de la Redondela, ajuntament de la Real Isla de la Higuerita, etc.) dels segles xviii i xix s'escrivís indistintament sense observar la forma original catalana del segle xii Miravent. Actualment l'institut de la localitat que porta el seu nom s'escriu amb 'v', mentre que l'avinguda en el seu honor s'escriu amb 'b'.
Altres cognoms com Camps, es van castellanitzar a Campos com el que ja existia, i fins i tot es van fer de nova encunyació transformant Frigolet a Frigulé.

## Adaptació de paraules catalanes arrelades
En l'ús quotidià, existeixen encara avui paraules d'origen català a Isla Cristina, alguns exemples són:
| Català original | Adaptació illenca | Castellà |
| aixeta          | cheta             | grifo    |
| llotja          | lota              | lonja    |
| botiga          | botica            | tienda   |